# Грб Задарске жупаније
Грб Задарске жупаније је званични грб хрватске територијалне јединице, Задарска жупанија.

## Опис грба
Грб Задарске жупаније је грб који је хоризонтално подељен на два дела. У доњем, већем делу, налази се црквица Светог Крста на плавој подлози, док је у заглављу штита маслинова гранчица с плодовима на белој подлози. Црквица Светог Крста је црквица која се налази у Нину, где је 864. године основана хришћанска епискупија (бискуоија), за коју се тврди да је била прва од епископија под влашћу хрватских владара.